# Ruhi Sarıalp
Ruhi Sarıalp (* 15. Dezember 1924 in Manisa; † 5. März 2001 in Izmir) war ein türkischer Leichtathlet, der sich auf den Dreisprung spezialisiert hatte.
Seinen bedeutendsten Erfolg feierte Sarıalp bei den Olympischen Spielen 1948 in London, wo er hinter dem Schweden Arne Åhman und dem Australier George Avery die Bronzemedaille gewann. Es war die erste olympische Medaille für einen türkischen Leichtathleten überhaupt. Erst 56 Jahre später stellte die Türkei mit dem Hammerwerfer Eşref Apak wieder einen Medaillengewinner in der Leichtathletik.
Bei den Leichtathletik-Europameisterschaften 1950 in Brüssel wurde Sarıalp ebenfalls Dritter. Auch hier war er der erste türkische Medaillengewinner und für lange Zeit der einzige. 2002 gewann die Mittelstreckenläuferin Süreyya Ayhan die zweite Europameisterschaftsmedaille für die Türkei.
Nach seiner aktiven Laufbahn hielt Sarıalp Vorlesungen an der İstanbul Teknik Üniversitesi und saß im Vorstand der Leichtathletik-Abteilung von Fenerbahçe Istanbul.